# Struhadlo (Krkonoše)
Struhadlo (německy Kläuselberg) je hora v Krkonoších, boční výběžek hřebene Přední Planina – Herlíkovický Žalý, 4 km jižně od Špindlerova Mlýna a 3 km severoseverozápadně od Strážného. Vrchol tvoří malá kupa v závěru hřebene s vrcholovou skalkou a částečnými výhledy.
Asi 60 metrů severně od vrcholu leží bílá skála, místními nazývaná Mramorová, ze které je díky současnému odlesnění pěkný výhled na téměř všechny tisícovky západních Krkonoš.

## Přístup
Na vrchol nevede žádná cesta. Mezi Strážným a Špindlerovým Mlýnem sice vedou hned tři značené cesty – zelená, modrá a žlutá – ale všechny vrchol obcházejí, stejně jako značené běžkařské trasy i ostatní neznačené cesty. Nicméně vrchol leží ve III. zóně KRNAP, přístup tedy není omezen a stačí odbočit z jakékoli cesty poblíž vrcholu a stoupat stále nahoru.